# Tyrice Knight
Tyrice Knight (Lakeland, 20 dicembre 2000) è un giocatore di football americano statunitense che milita nel ruolo di linebacker per i Seattle Seahawks della National Football League (NFL).

## Carriera universitaria

### Indipendence CC
Knight giocò all'Indipendence Community College nel 2018 e nel 2019, totalizzando 58 tackle (di cui 4 con perdita di yard), 2 fumble recuperati, 4 passaggi deviati e 5 intercetti.

### UTEP
Nel 2020 Knight passò all'Università del Texas a El Paso. Nella prima stagione mise a segno 54 tackle (2,5 con perdita di yard) e un sack. Nel 2021 fece registrare 102 tackle, venendo inserito nella terza formazione ideale della Conference USA. Nel 2022 ebbe 95 tackle (6,5 con perdita di yard), un sack, un intercetto, 5 passaggi deviati, 2 fumble forzati e un touchdown. Nel terzo turno della stagione 2023, Knight fu nominato miglior difensore della settimana della Conference USA dopo avere messo a segno 14 tackle contro Northwestern. Chiuse la sua ultima annata con 140 tackle (15,5 con perdita di yard), 4,5 sack, 7 passaggi deviati, 2 fumble recuperati e uno forzato. A fine anno fu invitato a giocare nel Senior Bowl.

## Carriera professionistica

### Seattle Seahawks
Knight fu scelto nel corso del quarto giro (118º assoluto) del Draft NFL 2024 dai Seattle Seahawks. Debuttò come professionista subentrando nella gara del primo turno vinta contro i Denver Broncos. La settimana successiva fece registrare 7 placcaggi nella vittoria ai tempi supplementari contro i New England Patriots. Nel terzo turno disputò la prima gara come titolare mettendo a segno 6 tackle nella vittoria sui Miami Dolphins. Nella settimana 12 fece registrare il suo primo sack su Kyler Murray degli Arizona Cardinals. Due settimane dopo, ancora contro i Cardinals, guidò la squadra con 12 tackle e 2 passaggi deviati nella vittoria per 30-18, venendo premiato come rookie della settimana. La sua prima stagione si chiuse con 88 placcaggi e 1,5 sack in 16 presenze, di cui 9 come titolare.

## Palmarès
- Rookie della settimana: 1

14ª del 2024